# X-Terminator
X-Terminator (parfois écrit Exterminator) est un label discographique jamaïcain de dancehall. Il est fondé en 1987 par Philip « Fattis » Burrell, et devient le label de reggae le plus prisé de 1995 à 1998, étant généralement associé aux artistes Luciano, Sizzla et Ini Kamoze.

## Histoire

### Débuts
Le label est fondé en 1987 et dirigé par Philip « Fattis » Burrell jusqu'à son décès en 2011. Les débuts de Philip « Fattis » Burrell dans la production remontent à la seconde moitié des années 1980 où il obtient quelques succès sur son petit label Vena Records avec des chanteurs comme Thriller U et Sanchez. La première moitié des années 1990 voit l'ascension de son nouveau label X-Terminator (qui fait suite à ses labels Vena et Kings and Lions). Le son jamaïcain est alors toujours dominé par les labels Jammy's, créateur du raggamuffin en 1985, et surtout Penthouse Records qui impose un son nouveau et brillant en modernisant le son du raggamuffin jusque-là assez approximatif et artisanal (mises à part les productions dancehall FM du label Music Works).
X-Terminator se situe rapidement dans la même optique que Penthouse et obtient dès 1992 et 1993 des morceaux profonds au son très léché (notamment avec les chanteurs Beres Hammond et Cocoa Tea) qui n'ont plus grand chose à voir avec le ragga nerveux qu'il pratiquait au début des années 1990 (voir la compilation Real Rough partagée à trois par Tony Rebel, Ninjaman et Capleton en 1990). Parallèlement, le label commence à travailler avec un jeune chanteur, Luciano, dont il sort les premiers albums Moving Up (1993) et One Way Ticket (1994).

### Succès
1995 est l'année de la révolution X-Terminator. Cette année-là marque en effet le début de la vague « new-roots » amorcée l'année précédente par la mort du grand chanteur Garnett Silk (9 décembre 1994) et la conversion à rasta du deejay du moment Buju Banton. Le new-roots aussi appelé dancehall roots désigne le retour de la mode des textes conscients et « culturels » (moins présents depuis plusieurs années) dans le reggae jamaïcain, sous le renouveau de l'influence rasta. Sur le plan de la texture musicale, le new-roots se traduit par le retour du reggae à un son moins digital voire de plus en plus « acoustique ». La plupart du temps, le son reste néanmoins semi-digital puisque l'ossature des riddims (basse-batterie-skank) reste généralement exécutée à l'aide de synthétiseurs et boîtes à rythmes tandis que viennent se greffer autour des instruments non-digitaux plus traditionnels (cuivres, guitares, piano, orgue Hammond).
C'est précisément au niveau de la texture musicale que se distingue le label X-Terminator en imposant un son très innovant et charismatique, avec des rythmiques lourdes très carrées, tranchantes et métronomiques, reconnaissables entre milles. Les motifs de batterie one drop (généralement exécutée par une boîte à rythmes) du label, très originaux et inventifs, sont repris ou imités par de nombreux autres labels de reggae. En 1995, ils sont généralement l'œuvre du batteur Sly Dunbar (du tandem Sly and Robbie). Parmi les autres musiciens employés par le label, on trouve, outre les riddim twins (Sly and Robbie), le Firehouse Crew (Donald Dennis, George Miller et Paul Crosdale), groupe de musiciens de studio dominant en Jamaïque, le saxophoniste Dean Fraser, le guitariste Cat Coore (de Third World) et la clavier vétéran Robbie Lyn. Les ingénieurs du son chargés du mixage sont Solgie Hamilton (qui officiait déjà à Channel One dans les années 1970) et Steven Stanley (ingénieur du son du studio Music Works lors de son ouverture en 1988, il avait auparavant mixé le Mauvaises nouvelles des étoiles de Serge Gainsbourg). Steven Stanley impose notamment son style hérité de Music Works en déstructurant fréquemment les rythmiques (il éteint puis rallume de manière impromptue les pistes de la table de mixage) et en injectant de longs échos sur le skank (accords caractéristiques du reggae). X-Terminator ne disposant pas de ses propres studios comme de nombreux labels jamaïcains, les enregistrements et le mixage sont généralement réalisés au studio Anchor (ex-Music Works).
Si X-Terminator est réputé pour créer plus de riddims originaux que la moyenne, il recycle également souvent des riddims classiques ou plus anciens (Real Rock, Stars, Tempo, Swing Easy, Freedom Blues, Mr. Bassie, Meaning Girl aka I Need a Roof, Rope In, A House is Not a Home).

### Signatures
La révélation du son X-Terminator survient avec l'album Where There is Life (1995) qui fait de son auteur, le chanteur Luciano, l'une des figures majeures de la vague new-roots. Suivront les albums Messenger (1996) et Sweep Over My Soul (1999), eux aussi de très bonnes factures, avant que Luciano ne quitte le label pour « incompatibilité d'opinion » avec le deejay Sizzla, autre membre de l'équipe X-Terminator.
Sizzla est l'autre artiste majeur d'X-Terminator depuis 1995, même si son album le plus plébiscité reste Black Woman and Child (1997) produit par un label concurrent, Digital B. Néanmoins, il réalise pour X-Terminator plusieurs albums importants, notamment ses deux premiers Burning Up (1995) et Praise Ye Jah (1997). Les autres artistes de l'écurie X-Terminator comprennent Mickey General, Jesse Gender, Prince Malachi et Turbulence, Abijah et Chezidek. Les artistes ayant collaboré avec succès avec X-Terminator incluent Cocoa Tea, Frankie Paul (Freedom, 1996), Beres Hammond (Hold On, 1998), Sanchez (Praise Him), Morgan Heritage, LMS, Ini Kamoze, Louie Culture ou Capleton (Stand Tall, 1997).

### Déclin
À partir de 1998, la popularité d'X-Terminator descend en Jamaïque. Son principal artiste, Luciano, quitte le label qui a alors du mal à lui trouver un successeur, le deejay Sizzla, ne faisant pas l'unanimité comme Luciano et n'enregistrant d'ailleurs que plus rarement pour X-Terminator. Les nouvelles productions du label deviennent également moins prisées. D'une part, le dancehall bogle (hardcore) prend le dessus sur la vague new-roots illustrée par X-Terminator. D'autre part, le label se lance de plus en plus fréquemment dans des expériences sonores tournées vers le dancehall hardcore, le funk ou le hip-hop qui laissent beaucoup de ses admirateurs perplexes (album Rastafari Teach I Everything de Sizzla en 2001).
Les nouveaux artistes X-Terminator du début et du milieu des années 2000 (Turbulence, Abijah, Chezidek) sortent des singles, mais échouent à présenter des albums totalement aboutis et mettent donc du temps à s'imposer sur la scène reggae internationale.
Fatis Burrell, fondateur du label, décède en décembre 2011. Malgré cet événement, le label publie le single Love Addiction d'I-Wayne et le clip de One Eye Open de Jesse Royal au début de 2012. Le fils de Fatis, Kareem Burell, également producteur, semble avoir depuis repris les rênes du label. Depuis 2018, il sort des morceaux inédits de son père regroupés dans les compilations 'Fatis Tapes in the Oven,,.

## Discographie notable
- 1990 : Real Rough - Tony Rebel, Ninjaman and Capleton
- 1992 : Taking Chances - Dean Fraser
- 1993 : Moving Up - Luciano
- 1994 : One Way Ticket - Luciano
- 1994 : Back to Africa - Luciano
- 1994 : One Up - Cocoa Tea
- 1994 : Deans Plays Bob - Dean Fraser
- 1995 : Burning Up - Sizzla
- 1995 : Where There is Life - Luciano
- 1995 : Praise Him - Sanchez
- 1996 : Israel's King - Cocoa Tea
- 1996 : Messenger - Luciano
- 1996 : Dean Plays Bob (vol. 2) - Dean Fraser
- 1997 : Praise Yeh Jah - Sizzla
- 1998 : Freedom Cry - Sizzla
- 1998 : Kalongi - Sizzla
- 1999 : Sweep Over My Soul - Luciano
- 1999 : Royal Son of Ethiopia - Sizzla
- 1999 : X-Terminator presents : The Best of Cocoa Tea
- 2000 : Words of Truth - Sizzla
- 2001 : Taking Over - Sizzla
- 2001 : Rastafari Teach I Everything - Sizzla
- 2001 : Feel the Power - Cocoa Tea
- 2002 : Best of... - Luciano
- 2002 : Harvest Time - Chezidek
- 2002 : Ghetto Revolution - Sizzla
- 2002 : Duets - Luciano
- 2003 : The Truth - Turbulence
- 2005 : In The Producer's Hot Seat is X-Terminator
- 2005 : Rising Sun - Chezidek